# Juan de Fuca
Pour les articles homonymes, voir Juan de Fuca (homonymie) et Fokás.
Ioánnis Fokás (grec : Ιωάννης Φωκάς), mieux connu sous le nom de Juan de Fuca (né en 1536 sur l'île Ionienne de Céphalonie ; mort au même endroit en 1602,), était un navigateur grec au service du roi d'Espagne Philippe II. Il est surtout connu pour sa découverte d'un bras de mer, qu'il affirma être le passage du Nord-Ouest : le détroit de Juan de Fuca.

## Famille et enfance
Le grand-père de Fokás, Emmanouíl Fokás (grec : Εμμανουήλ Φωκάς), a fui Constantinople lors de sa chute en 1453, accompagné par son frère Andrónikos (grec : Ανδρόνικος).  Les deux s'établirent d'abord dans le Péloponnèse où Andrónikos demeura, mais en 1470, Emmanouíl s'en alla pour gagner l'île de Céphalonie. Iákovos (grec : Ιάκωβος), le père de Ioánnis, s'installa dans le village de Valeriáno (grec : Βαλεριάνο) sur cette île, et se fit connaître comme « Fokás de Valeriáno » (grec : ο Φωκάς ο Βαλεριάνος) pour le différencier de ses frères.
C'est dans ce village de Valeriáno que Fokás est né en 1536 ; presque rien de sa vie ne nous est connu avant son entrée au service de l'Espagne, apparemment aux alentours de 1555.

### Nom
Le nom de l'homme entré dans l'Histoire en tant que Juan de Fuca est source de confusion. Il est clair que Juan de Fuca est une transcription en espagnol de Ioánnis Fokás (grec : Ιωάννης Φωκάς) ; quelques sources, néanmoins, affirment que son vrai nom était Apóstolos Valeriános (grec : Απόστολος Βαλεριάνος). Il est possible que Fokás ait été baptisé Apóstolos puis ait ultérieurement adopté Ioánnis/Juan (l'équivalent de « Jean » en français) comme prénom, « Apóstol » étant un prénom fort peu commun en espagnol. Étant donné que Fokás/Fuca est le nom de famille porté par le père et le grand-père du navigateur, il est possible que Valeriános ait été un surnom utilisé localement sur l'île, mais qui n'aurait eu aucune signification en Espagne.

## Début de carrière
Les premiers voyages de Fokás l'ont conduit en Extrême-Orient, et il affirmait avoir rejoint les Philippines (Nouvelle-Espagne) en 1587 lorsque, au large de Cabo San Lucas en Basse-Californie, le corsaire anglais Thomas Cavendish aborda son galion Santa Ana et le déposa sur la terre ferme.

## Voyages vers le nord
Selon les récits de Fokás, il entreprit deux voyages d'exploration sous les ordres du vice-roi de Nouvelle-Espagne, Luis de Velasco, tous deux destinés à trouver le mythique Détroit d'Anian qui aurait conduit au passage du Nord-Ouest, un passage maritime reliant les océans Atlantique et Pacifique. Pour le premier voyage, 200 soldats et trois petits vaisseaux, sous le commandement général d'un capitaine espagnol, avec Fokás comme pilote et maître de bord, se virent assigner la tâche de trouver le détroit d'Anian et de le défendre contre les Anglais. 
Cette expédition échoua lorsque, en raison semble-t-il de l'incurie du capitaine, les soldats se mutinèrent et rentrèrent en Californie,.
En 1592, le second voyage de Fokás fut apparemment couronné de succès. Après avoir navigué vers le Nord avec une caravelle et une pinasse et quelques marins armés, il revint à Acapulco et affirma avoir trouvé le détroit, avec une large île à son entrée, à une latitude d'environ 47°N. Selon ses dires, il passa vingt jours de plus à explorer les nombreuses îles du détroit, qu'il décrivit, comme on pouvait s'y attendre, comme non seulement fertiles mais aussi richement dotées « d'or, d'argent, de perles, et d'autres choses comme en Nouvelle-Espagne » avant que la sauvagerie des indigènes ne le force à remonter à bord avec ses hommes.
En dépit des promesses répétées de Velasco, cependant, Fokás ne reçut jamais les grandes récompenses auxquelles il prétendait avoir droit. Après deux ans, poussé par le vice-roi, Fokás se rendit en Espagne pour défendre sa cause en cour en personne. De nouveau déçu, dégoûté des Espagnols, usé par les années, il décida de rentrer à Céphalonie, mais en 1596, un Anglais, Michael Lok, le convainquit d'offrir ses services à l'ennemie jurée de l'Espagne, la reine Élisabeth. Les propositions de Lok et Fokás restèrent sans suite, mais c'est par l'intermédiaire de Lok que l'histoire de « Juan de Fuca » fut connue en Angleterre.

## Controverse
La seule preuve écrite des voyages de Fokás se trouvant dans les écrits de Lok – les chercheurs étant incapables de trouver trace de l'expédition dans les archives coloniales espagnoles – une controverse perdura au sujet de sa découverte, et de son existence elle-même. De nombreux universitaires ont rejeté « Juan de Fuca » comme étant entièrement fictif, et le célèbre capitaine Cook niait fermement que le détroit que Fokás disait avoir découvert existât.
Par la suite, lors de l'exploration et du peuplement de la région par les Anglais, les affirmations de Fokás parurent cependant moins fantaisistes.
Finalement, en 1859, un chercheur américain, aidé par le consul des États-Unis dans les îles Ioniennes, fut à même de démontrer que non seulement Fokás avait vécu, mais que sa famille et son histoire étaient bien connues sur ces îles.  Bien que la part de vérité derrière les publications de Lok soit sans doute destinée à demeurer inconnue, il est improbable que l'homme lui-même soit une fiction.

## Héritage
Lorsque le capitaine anglais Charles William Barkley (re)découvrit le détroit que Fokás avait décrit, il le nomma en l'honneur du navigateur grec, en utilisant la forme espagnole de son nom, comme l'avait écrit Lok. 
La plaque Juan de Fuca, une plaque tectonique supportant la majeure partie de la côte qu'il disait avoir explorée, est aussi nommée en son honneur, de même que la dorsale Juan de Fuca, située au large de l'État de Washington et de la Colombie-Britannique.